# Niels Albert
Niels Albert, nacido el 5 de febrero de 1986 en Bonheiden, es un ciclista belga ya retirado que fue profesional de 2006 a 2014. Combinaba el Ciclocrós y la carretera. 
El 23 de mayo de 2014 anunció su retirada con tan solo 28 años debido a problemas cardíacos y para evitar arritmias que podrían causarle un ataque cardiaco mortal. Tras su retirada se convirtió en director deportivo del conjunto Crelan-Vastgoedservice.
En la disciplina del ciclocrós ha sido campeón mundial élite en dos ocasiones (2009 y 2012).

## Palmarés

### Ciclocrós
| 2008 - 3.º en el Campeonato de Bélgica de Ciclocrós - Campeonato Mundial sub-23 2009 - 2.º en el Campeonato de Bélgica de Ciclocrós - Campeonato Mundial de Ciclocrós 2010 - Ciclocross de Igorre | 2011 - Campeonato de Bélgica de Ciclocrós - Copa del Mundo de Ciclocrós 2012 - Campeonato Mundial de Ciclocrós - 2.º en el Campeonato de Bélgica de Ciclocrós 2013 - Copa del Mundo de Ciclocrós |

### Ruta
| 2008 - 1 etapa de la Vuelta a Lieja 2009 - 2 etapas del Tour de Alsacia - 1 etapa de la Boucles de la Mayenne - 1 etapa de la Mi-août en Bretagne | 2010 - 1 etapa del Circuito Montañés 2011 - 1 etapa del Tour de Alsacia |